# Opéra d'Avignon
L'Opéra Grand Avignon, nommé initialement Théâtre Municipal,  puis Opéra-Théâtre d'Avignon et des Pays de Vaucluse, est une salle de spectacle construite au cours du XIXe siècle sur la place de l'Horloge à Avignon dans le département français de Vaucluse en région Provence-Alpes-Côte d'Azur.

## Historique

### Construction
En 1824, lors des travaux d'aménagement de la Place de l'Horloge, le Conseil Municipal d'Avignon, demanda à Ange-Alexandre Bondon et Alexandre Frary, architectes de la ville, de faire déblayer les ruines de l'ancienne abbaye des bénédictines de Saint-Laurent, qui jouxtaient l'Hôtel de Ville, et d'y édifier un nouveau théâtre.
Ils firent construire un édifice à la façade de style gréco-romain ornée de deux colonnades superposées. Elles étaient couronnées par une rangée de statuettes allégoriques qui représentaient Apollon et les Muses, œuvre des sculpteurs Baussan et Lacroix. La première représentation fut donnée le 30 octobre 1825.

### Incendie et reconstruction

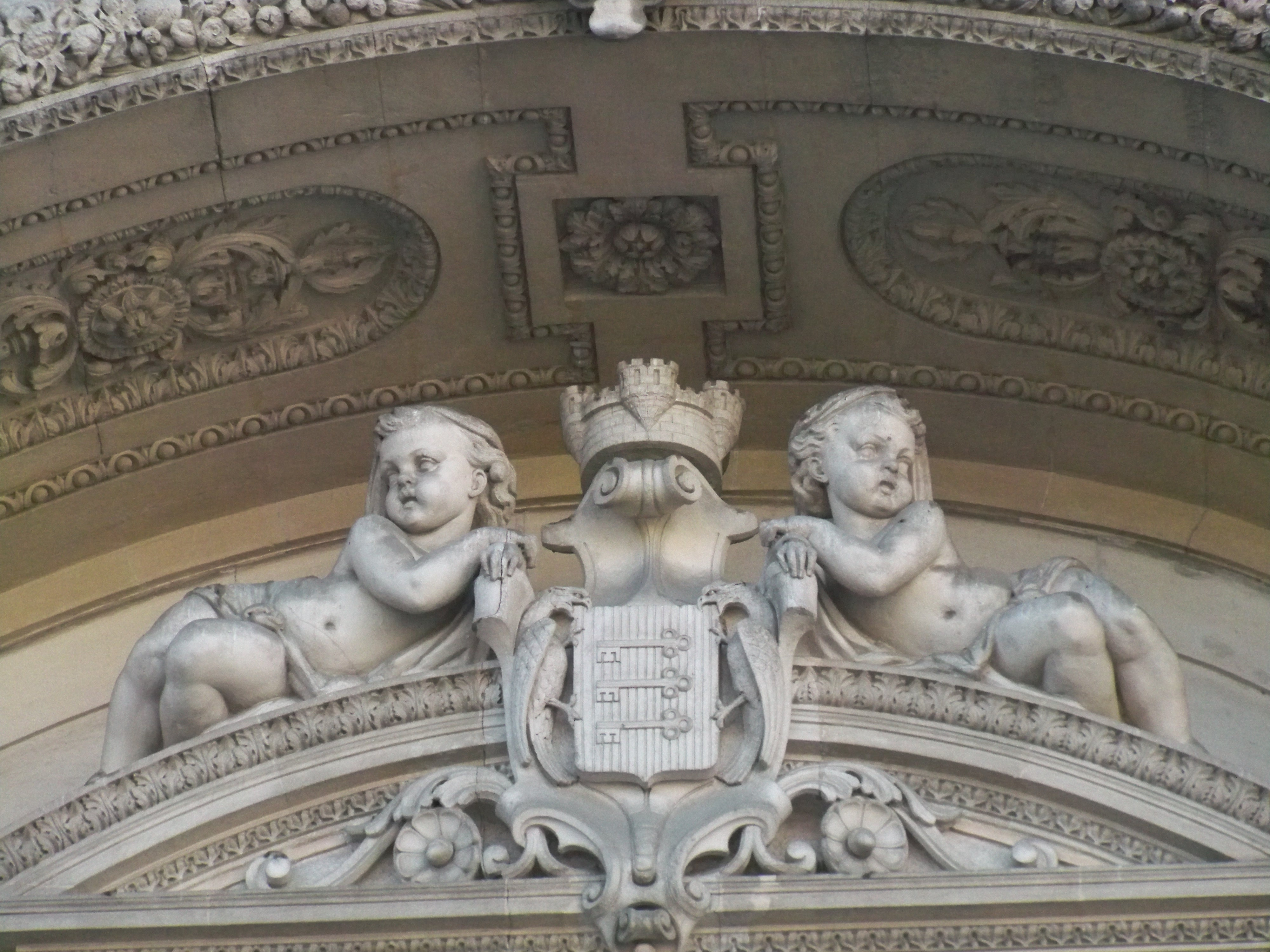
Sculpture sur la façade de l'Opéra Grand Avignon

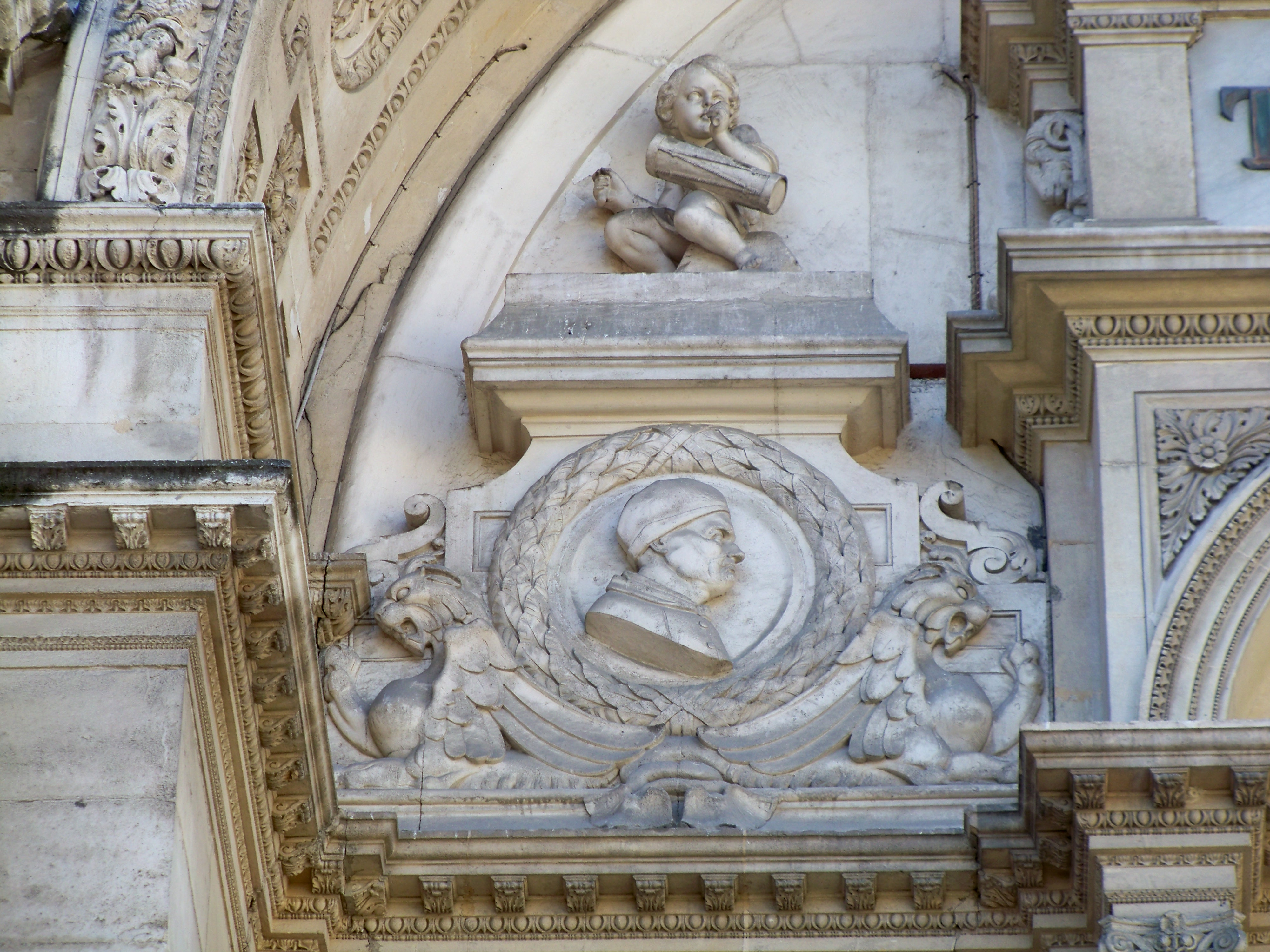
Sculpture de la façade de l'Opéra Grand Avignon

Ce nouveau théâtre brûla le 26 janvier 1846. La municipalité décida de le faire reconstruire sur le même emplacement. Elle fit appel aux architectes Théodore Charpentier, de Lyon, et Léon Feuchère, de Nîmes. Les travaux s'étalèrent de 1846 à 1847.
Sur le devant de l'édifice se dressaient les statues de Molière et de Pierre Corneille, dues aux ciseaux de Jean-Louis Brian et de son frère ainé, Joseph, mais le matériau choisi ne résista pas. Elles furent refaites à l'identique par le sculpteur Jean-Pierre Gras et les deux originaux relégués devant la mairie du Thor. Dans des médaillons sur la façade, bustes en bas-relief du  Roi René  et de  Pétrarque, par le sculpteur Jean-Baptiste-Jules Klagmann (1810-1867).
Dans son ouvrage sur Avignon, André Hallays est dithyrambique : « La façade est d'un goût très sûr et élégant, la décoration sculpturale, sans lourdeur ni trivialité. On a repris souvent, mais avec moins de bonheur, l'idée de la grande façade qui occupe tout le premier étage »
. Quant à Joseph Girard, il affirme : « Ce théâtre est le plus gracieux et le mieux compris des édifices bâtis à Avignon au XIXe siècle ».

### Rénovation
En 1978, l'Opéra est rénové pour la première fois, pour aborder un style de Théâtre à l'italienne, conservé de nos jours...
L'Opéra Grand Avignon est en rénovation de 2018 à 2021, afin de bénéficier d'un meilleur confort. Il doit initialement ouvrir en avril 2020 mais avec l'épidémie de COVID19, la date est reportée .
Durant la période des travaux, un opéra éphémère est construit devant la Gare d'Avignon TGV. Il s'appelle Opéra Confluence et accueille les représentations de l'Opéra Grand Avignon durant deux saisons.
L'Opéra historique rouvre ses portes en septembre 2021 et accueille désormais à nouveau des représentations.